# ميتاترون

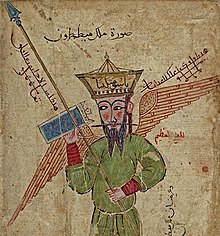
تجسيد إسلامي للملاك ميتاترن (ميططرون) في "دقائق الحقائق" لناصر الدين رمّال في القرن الرابع عشر للميلاد.

ميتاترون، (بالعبرية: מטטרון) هو ملاك رئيسي في الدين اليهودي والذي يعتبره يهود العصور الوسطى بأنه إدريس (أنوش، جد إبراهيم والذي حوله الله إلى ملك سماوي.) لا يوجد أي ذكر في التناخ أو الكتابات المسيحية حول هذا التحول، إلا أن سفر التكوين 5:24 في التوراة يذكر: «وسار أخنوخ مع الله، ولم يوجد لأن الله أخذه». وهناك ذكر لميتاترون بشكل متصرف في التلمود، إلا أنه شائع في كتابات القبالة في العصور الوسطى وفي مصادر الديانات الماورائية مثل سفر "أنوش".

## اِقرأ أيضًا
- أنوخ
- رؤساء ملائكة
- كتاب أنس الله الأول
- ظهور إلهي
- مكعب ميتاترون
- عبادة الملائكة